# Miquel Plana (músico)
Miquel Plana Nuix es un músico y cantante español. Nació en Barcelona el 2 de junio de 1952. Empezó a cantar a los 15 años con el grupo Fundació 1900. Siguió en Barcelona, formando parte de varios grupos. Años después cambió la península por la isla de Menorca, donde reside actualmente. Allí tocó la batería y encargándose también de las voces en los grupos Samandra, Qui?, Doblas y sus Boys, y Maladie d’Amour. Posteriormente ha sido cantante y percusionista de las bandas Ferris, Trilobites, Canet Plana y Los Gallos. En estos momentos es el vocalista de los Puretones.

## Carrera musical

### Fundació 1900
FUNDACIÓ 1900 (1967-68) Grupo de Folk de Barcelona que componía temas propios. Conciertos en: l'Aliança del Poble Nou, Escoles Pare Manyanet, “III Festival de la Cançò Catalana del Centre Lleideta de Barcelona” (ganando el primer premio de grupos Folk) y dos actuaciones en "La Cova del Drac".

### Buzz
BUZZ (1969-70) Grupo de Rock que alternaba versiones y temas propios. En Montmeló se celebró el “Festival de Rock de Barcelona”, al cual se presentaron consiguiendo el primer premio. Ofrecieron dos conciertos en el I Festival de Música progressiva, celebrado en el Salón Iris y otros más por toda Cataluña. 

### Periodo entre 1970 y 1979
En el año 1970 tocó con dos grupos de rock, PÚRPURA y REMOLACHA. Con Púrpura dio varios conciertos en directo, en Radio Joventut de Barcelona y en la sala Trocadero. Con Remolacha actuó en el Festival de Rock, en el Salón Iris de Barcelona.
En el 1971 entró a formar parte del grupo de rock CIRCUS, actuando a lo largo de cinco meses en la Sala "Bacomo" de Palma de Mallorca y otras tantas en la isla.
Entre los años 1972 y 1975 colaboró con varios grupos de Barcelona. 
En el 1976 fundó la banda de rock SNIFFERS que combinaba versiones y temas propios. Actuaron en la sala "Màgic" y en las "Jornades Llibertàries" de Barcelona que se celebraron en el Parc Güell. 
Durante 1977 y 1978 formó parte de grupos de baile, entre los cuales se encontraba la banda FEELING que actuó por toda Menorca.
Entre 1978 y 1979 fue miembro del grupo de Pop-Rock SAMANDRA, en el que tocó versiones y temas propios.
En 1979 ingresó en la banda QUI? como percusionista y coros. Tocó la batería en la ORQUESTA HURACÁN. 

### Doblas y sus Boys
DOBLAS Y SUS BOYS (1980-81) Grupo de Rock compuesto por Joan Doblas a la guitarra, Joan Camps a la guitarra y voz, Bep Camps al bajo y voz y Miquel Plana a la batería y voz. También formaron parte del grupo Joan Comes (guitarra) y Miquel Ayza (bajo). Ofrecieron un concierto en les 12 Hores de rock de Menorca, entre otros.

### Maladie d’Amour
MALADIE D'AMOUR (1982-88) Grupo de Pop-Rock formado por: Jordi Odrí (voz), Edu Jorquera (guitarra), Cesc Moya (bajo) y Miquel Plana (batería y coros). Posteriormente formaron parte de la banda Ernest Pagès y Agustí Canet (guitarras). Actuaron por toda Menorca tocando temas propios. Es de especial mención la actuación que ofrecieron en el I Festival Rock de Menorca celebrado en la Sala NURA. También en Mallorca, en el Festival de Pop celebrado en TITO'S y emitido por TVE Balears, además de dar varios conciertos en los Festivales Palma-Rock, emitido por TV3 y otras actuaciones en la isla. También actuaron en la sala  "Zeleste" de Barcelona en tres ocasiones.

### Ferris
FERRIS (1987-91) Grupo de Rock. Miquel Plana (voz y armónica), Miquel Ayza (bajo), Joan Doblas (guitarra), Bili Janer (batería), y posteriormente Agusti Canet (guitarra), Ramón "Curro" Saura (guitarra) y Javier Andreu (batería). También formaron parte de la banda Vicent Pons (batería), Joan Salord (batería), Edu Jorquera (guitarra), Pepe Melià (guitarra y coros), Mingu Florit Nin (guitarra). Tocaban temas propios. Sacaron un LP compartido con JA T’HO DIRÉ con la colaboración del Consejo Insular de Menorca y patrocinado por los ayuntamientos de Mahón y Ciudadela, siendo editado por Digitals Recods de Palma de Mallorca. Hicieron varios conciertos en Mallorca y Menorca.

### Trilobites
TRILOBITES (1993-98) Grupo de Rock cuyos integrantes eran Joan Doblas a la guitarra, Pere Marí a la guitarra y voz, Tomeu Bagur al bajo, Xec Calafat a la batería y Miquel Plana a la voz, percusión y armónica. Publicaron un disco con temas propios, “El placer no ocupa lugar” editado en Barcelona por DK 90. Tocaron por Menorca e hicieron conciertos en el Menorca Actúa de 1997 y 1998.

### Canet Plana
CANET PLANA (1996-97) Dúo de Rock y Rythm’ and Blues. Agustí Canet (guitarra y coros) y Miquel Plana (voz y guitarra rítmica). Actuaron en varios pubs de Menorca acompañados por diversos músicos locales como Joan Doblas a la trompeta, Salva Llabrés al bajo y Lluís Foyé a la batería. 

### Los Gallos
LOS GALLOS (1997-2001) Grupo de Rock. Temas propios. Miquel Plana (voz y armónica), Agustí Canet (guitarra y coros), Mike Sáenz de Pipaón (guitarra y coros), Salva Llabrés (bajo) y Joan Salord (batería). Ofrecieron conciertos en La Sala Dalias de Ibiza y por todo el litoral menorquín, destacando en esta última ubicación el de 1998 en el MENORCA ACTÚA. 
Sacaron un disco en el 1997, bajo el nombre de “Pólvora en Sa Sínia” grabado en directo y editado en Vigo por Toxic Records, además de dos temas “Sexo de Hotel” y “Harto de tus caricias”, incluidos en el recopilatorio “Menorca Actúa ‘98” y editado en 1998 por Al•leluia Records de Barcelona. Posteriormente editaron el videoclip del tema “Sexo de Hotel”.

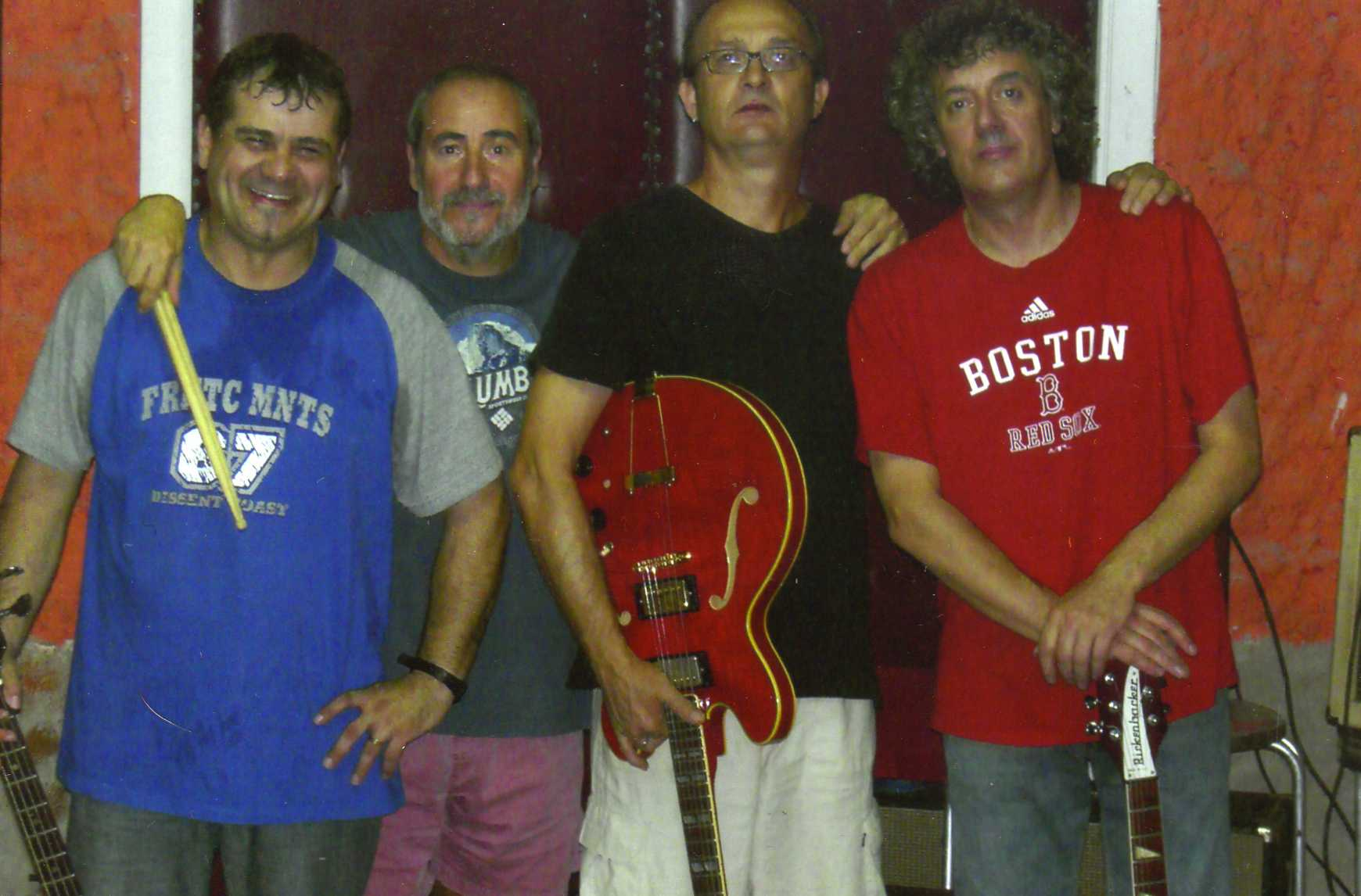
Puretones primera formación. Foto: Tomàs Rotger.

### Puretones
PURETONES (2002-2004 / 2006-Actualidad) Banda de Pop-Rock. Miquel Plana (2002-Actualidad) voz, armónica y percusión, Agustí Canet (2002-2009) guitarra y coros, Tommy Salas (2002-2004 y 2006-2012) bajo y coros, Lluís Foyé (2002-2015) batería, Josep Villalba (2009-Actualidad) guitarra, Xevi Gallart (2006) bajo, Rafa “Ra” Ramírez (2012-2014) bajo, Tony Olmedo (2014-Actualidad) bajo, Oscar Florit (2016-2017) batería, Sebastià Fèlix (2017) guitarra, Josep Vinent (2018-Actualidad) batería, y Situs Cánovas (2018-Actualidad) guitarra.
El grupo ha dado muchísimos conciertos por toda Menorca y también en Barcelona, como: Illes Balears en Concert, Festes del Barri de Sant Antoni y Mercat de Sant Antoni. También en el Fährmanfest Festival (2013) de Hannover (Alemania).

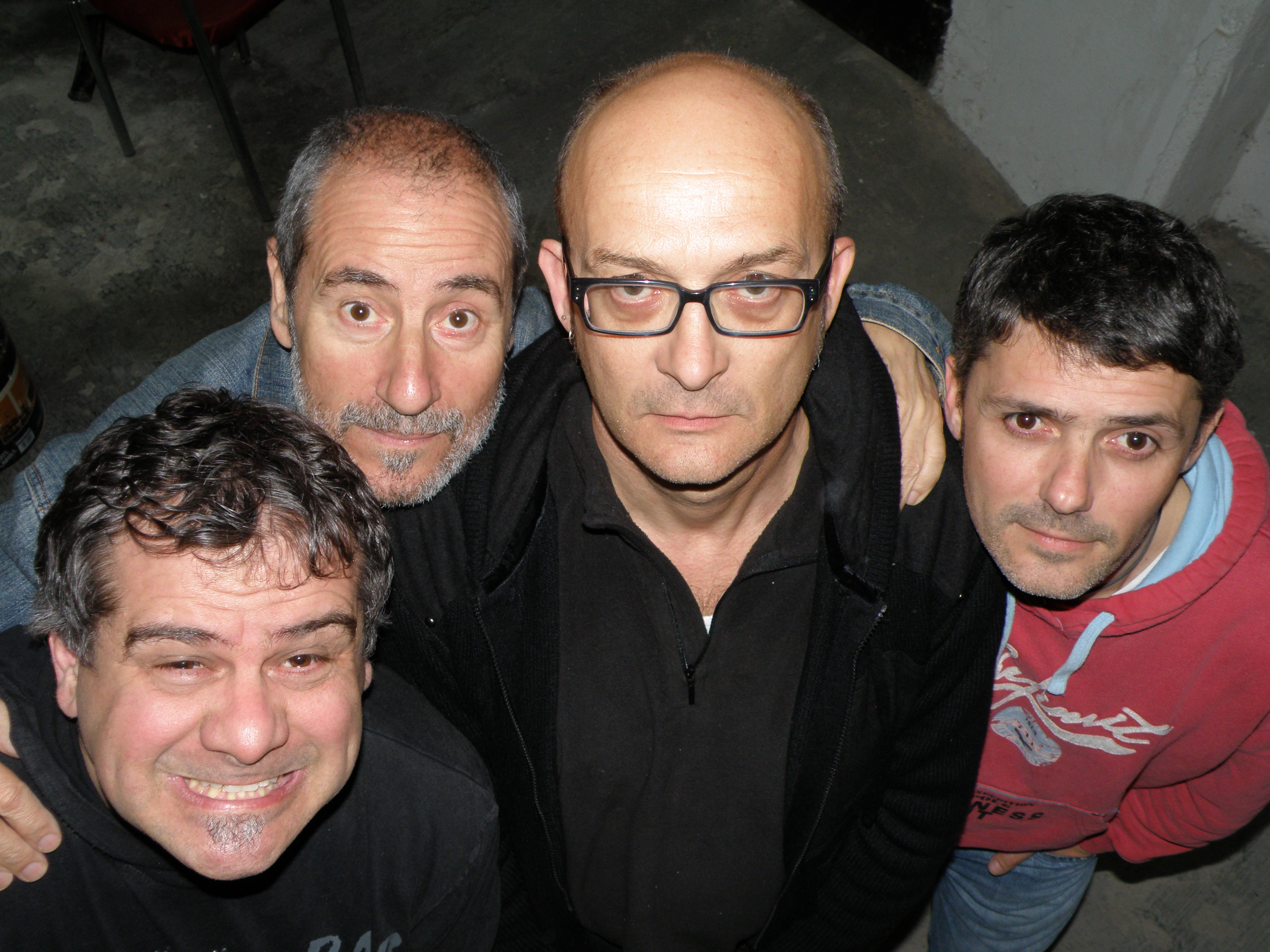
Puretones segunda formación. Foto: Maria Teixidor.

El estilo de su música se acerca al sonido Rock de los 70 (Rythm’ and Blues, Folk-Rock, Psicodelia) y al Power Pop de los 80 y 90. Sus letras están cantadas preferentemente en catalán, utilizando también el castellano y en menor medida otros idiomas.
Todo su repertorio se basa exclusivamente en temas propios, componiendo música y letra y ocupándose también de los arreglos. En 2004 graban su primera maqueta “Les Pure Tones – Chicago Tapes”, repitiendo la experiencia con “Puretones” en 2008. Se auto-producen los discos “Set euros i un botó” (2010), “Tones de puré” (2013), “Somnis d’extraradi” y el videoclip "El rey" (2017). En 2011 colaboran en el disco Illa Sona de estudis Aumón con la canción “Dins jo hi ha un animal”.

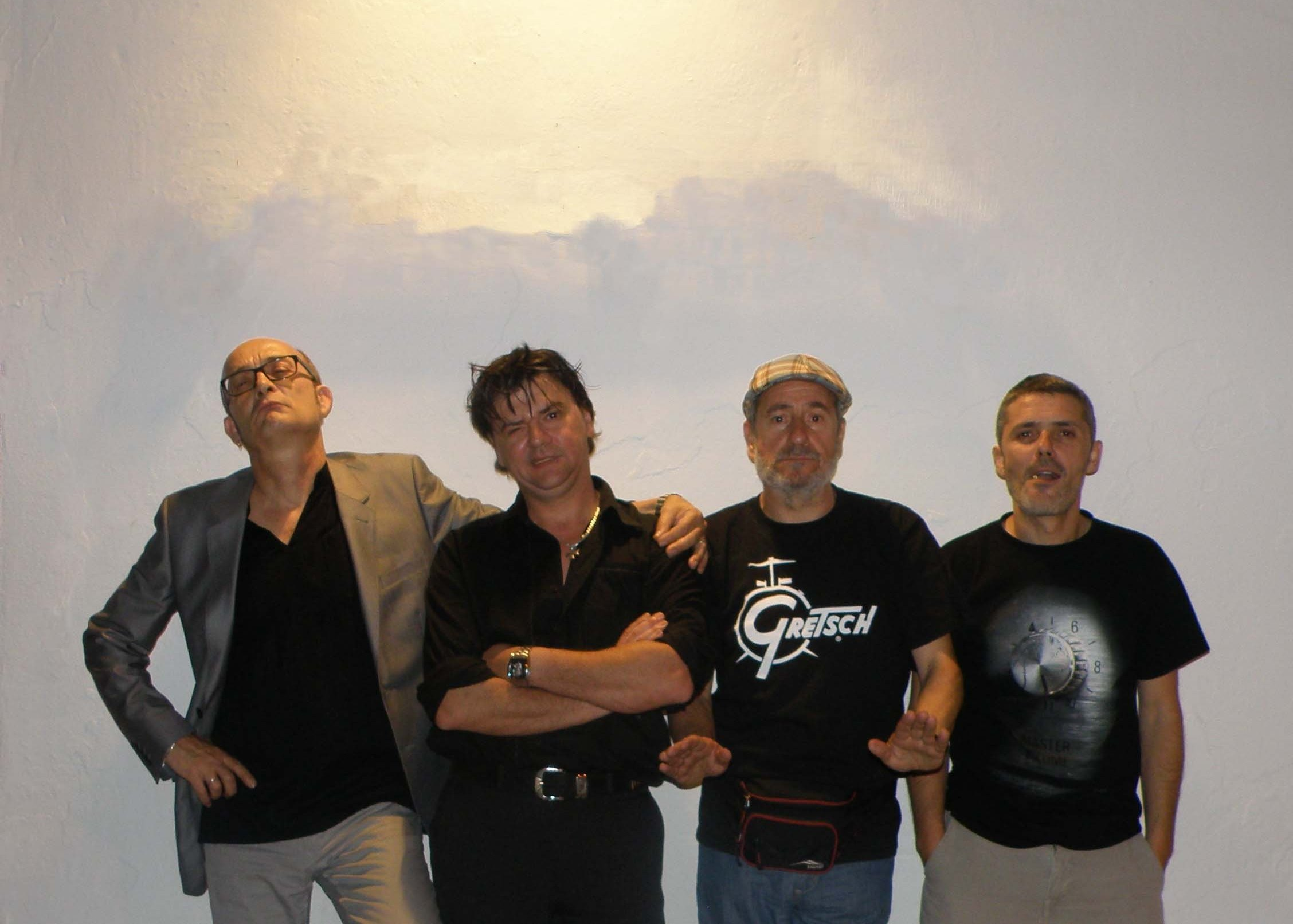
Formación del 2012. Foto: Maria Teixidor.

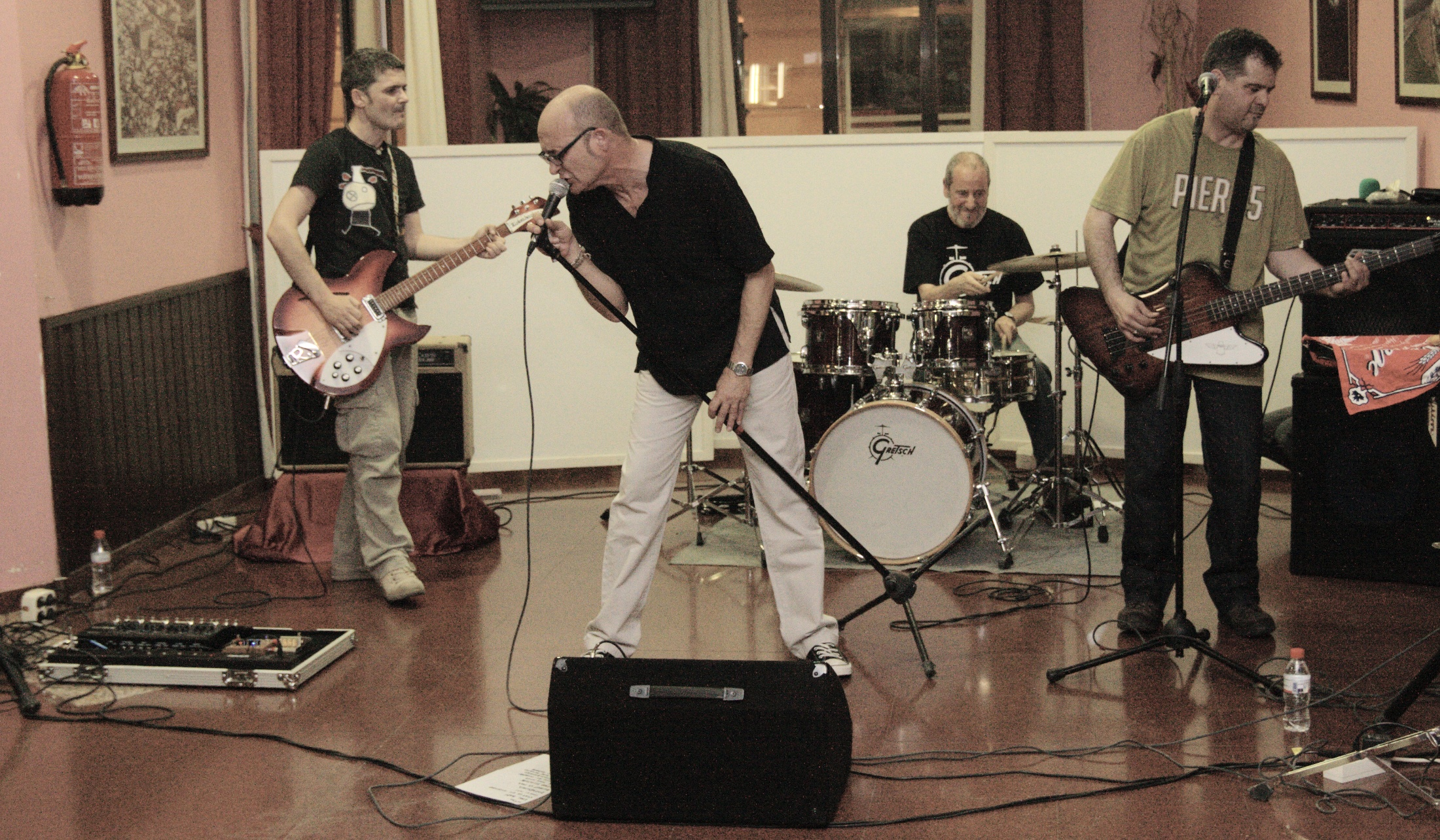
Puretones. Concierto en el Casino de Alayor 21 de mayo de 2010. Foto de Tomás Rotger.

## Discografía
Con Ferris.
- 1990: Ferris y Ja t'ho diré

Con Trilobites.
- 1997: El placer no ocupa lugar

Con Los Gallos.
- 1997: Pólvora en Sa Sinia ¡en vivo!
- 1997: Videoclip: “Sexo de hotel”

Con Puretones.
- 2004: Les Pure Tones – Chicago tapes (maqueta)
- 2008: Puretones (maqueta)
- 2010: Set euros i un botó
- 2013: Tones de puré
- 2017: Somnis d’extraradi
- 2017: Videoclip: "El rey"

Colaboraciones.
- 2009: “Harto de tus caricias” en “17” de Smiling Iguanaz.
- 2012: “Dirty Nicotine” de Dirty Nicotine (inédito).
- 2012: “Slidin’ on the blue line” en “Alquimia” de Meridian Project.
- 2012: “De que vas” en “Sal” de Bep Marqués.

Recopilaciones.
- 1998: “Sexo de hotel” y “Harto de tus caricias” (Los Gallos) en Menorca Actúa '98.
- 2011: “Dins jo hi ha un animal” (Puretones) en Illa Sona 2011.